# Vielprat
Vielprat ist eine französische Gemeinde mit 67 Einwohnern (Stand 1. Januar 2022) im Département Haute-Loire in der Region Auvergne-Rhône-Alpes. Sie gehört zum Arrondissement Le Puy-en-Velay und zum Kanton Velay volcanique. 

## Nachbargemeinden
Nachbargemeinden sind Arlempdes im Nordwesten, Salettes im Nordosten, Lafarre im Südosten und Saint-Arcons-de-Barges im Südwesten.  

## Bevölkerungsentwicklung
| Jahr                       | 1962 | 1968 | 1975 | 1982 | 1990 | 1999 | 2008 | 2017 |
| -------------------------- | ---- | ---- | ---- | ---- | ---- | ---- | ---- | ---- |
| Einwohner                  | 157  | 135  | 119  | 109  | 84   | 66   | 63   | 55   |
| Quellen: Cassini und INSEE |      |      |      |      |      |      |      |      |